# Коко, Маркус
Марку́с Режи́с Коко́ (фр. Marcus Regis Coco; родился 24 июня 1996 года в Лез-Абим, Гваделупа) — французский футболист гваделупского происхождения, полузащитник сборной Гваделупы.

## Клубная карьера
Коко — воспитанник клуба «Генгам». 1 февраля 2015 года в матче против «Бордо» он дебютировал в Лиге 1. 13 февраля в поединке против «Бордо» Маркус забил свой первый гол за «Генгам».

## Достижения
«Нант»
- Обладатель Кубка Франции: 2021/22